# 禿髮壽闐
禿髮壽闐是河西鮮卑中禿髮鮮卑部的首領，禿髮匹孤之子，在父親去世後統領其部。壽闐去世後，孫禿髮樹機能接任。